# Журге
Журге (словен. Žurge) — поселення в общині Осилниця, регіон Південно-Східна Словенія, Словенія.